# Tazinskaja
Tazinskaja (russisch Таци́нская) ist eine Staniza in der Oblast Rostow (Russland) mit 9980 Einwohnern (Stand 14. Oktober 2010).

## Geographie
Die Ortschaft liegt in der südrussischen Steppenzone, etwa 160 Kilometer Luftlinie nordöstlich des Oblastverwaltungszentrums Rostow am Don und 10 Kilometer östlich der Bystraja, eines linken Nebenflusses des Sewerski Donez.
Tazinskaja ist Verwaltungszentrum des nach ihr benannten Rajons Tazinski sowie einzige Ortschaft der Landgemeinde Tazinskoje selskoje posselenije.

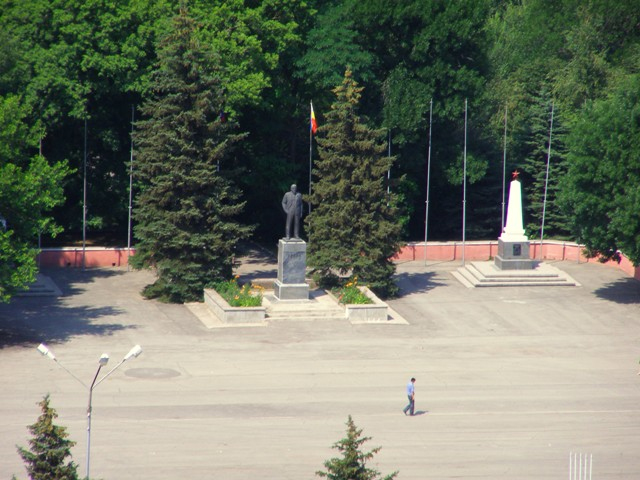
Zentralplatz mit Lenindenkmal und Kriegsmahnmal
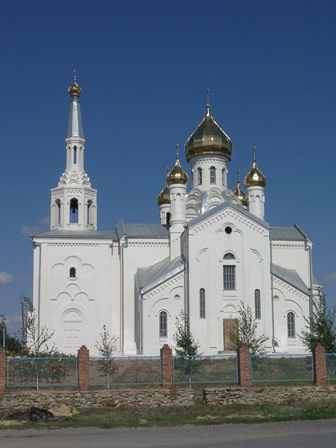
Kirche
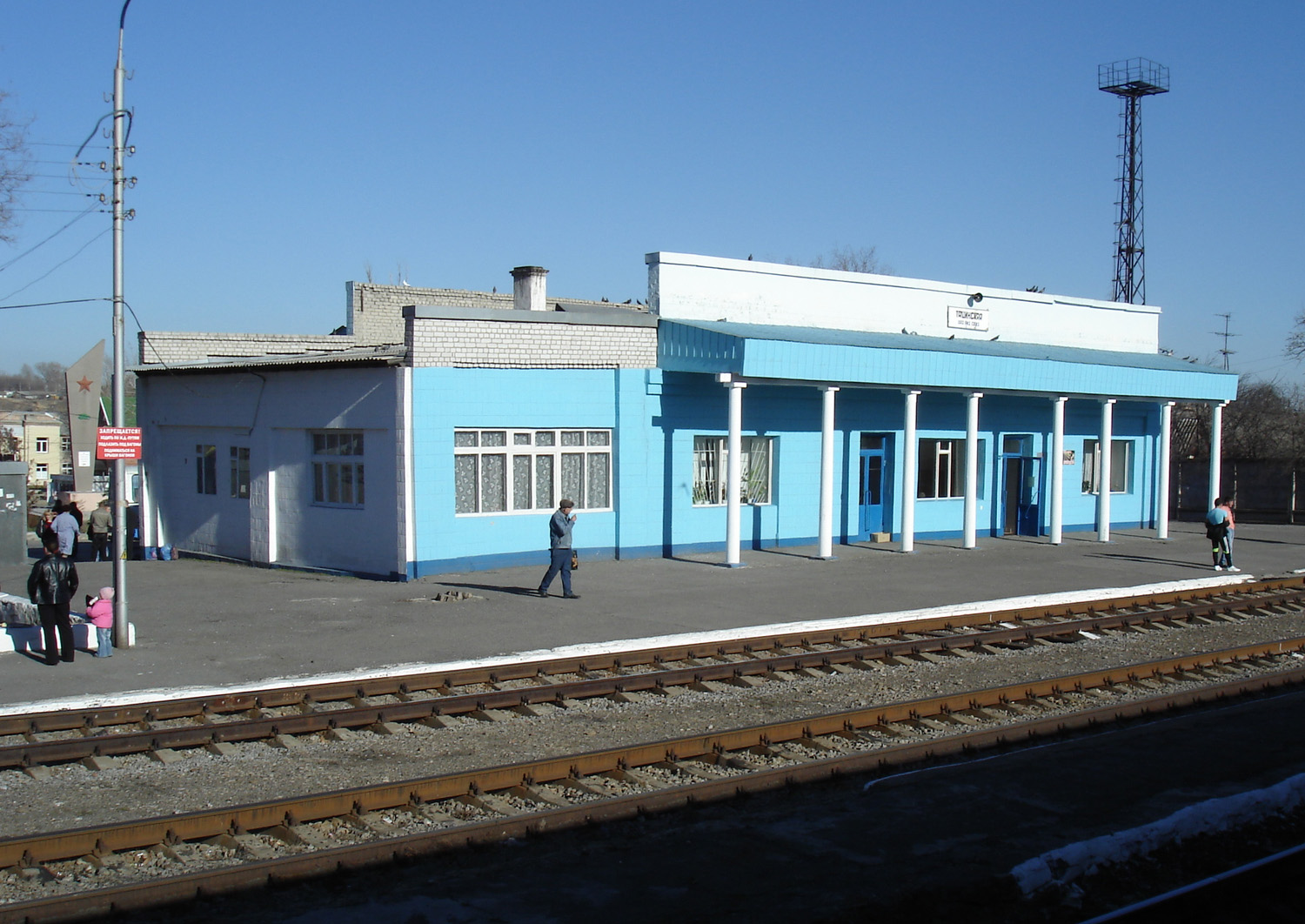
Bahnstation

## Geschichte
Die Staniza geht auf einen 1881 gegründeten Weiler (chutor) namens Talowy (auch Taly oder Talowski) zurück. 1882 gründeten Kosaken in der Nähe die Staniza Nowo-Jermakowskaja („Neu-Jermakowskaja“; die namensgebende, bereits 1876 entstandene Staniza Jermakowskaja liegt gut 15 km südlich). Gegen Ende des Jahrhunderts wurde die Eisenbahnstrecke von Lichaja (heute Ortsteil von Kamensk-Schachtinski) nach Zarizyn (später Stalingrad, heute Wolgograd) vorbeigeführt, die 1898 den Betrieb aufnahm. Im Juni 1900 wurde dort die Station Tazinskaja eröffnet, benannt nach dem örtlichen Grundbesitzer Tazin. Im Herbst 1908 wurden die inzwischen bei der Bahnstation gewachsene Siedlung und der Weiler mit der Staniza vereinigt und diese in Tazinskaja umbenannt. In den ersten Jahrzehnten des 20. Jahrhunderts wuchs der Ort zu einem lokal bedeutsamen Verkehrs- und Handelszentrum. 1924 wurde er Verwaltungssitz eines neu gebildeten Rajons.
Im Zweiten Weltkrieg war Tazinskaja von Sommer bis Dezember 1942 von der deutschen Wehrmacht besetzt, die dort einen Flugplatz zur Versorgung der im Kessel von Stalingrad eingeschlossenen Truppen betrieb. Am 24. Dezember eroberte die Rote Armee den Ort beim Raid auf Tazinskaja im Rahmen ihrer Mittleren Don-Operation zurück. Eines der beteiligten sowjetischen Panzereinheiten erhielt in Folge den Ehrennamen Tazinski-Panzerkorps.
1959 erhielt die Staniza den Status einer Siedlung städtischen Typs unter der Namensform Tazinski. Seit 1992 ist der Ort wieder Staniza unter der alten Bezeichnung.

### Bevölkerungsentwicklung
| Jahr | Einwohner |
| ---- | --------- |
| 1897 | 483       |
| 1939 | 5.229     |
| 1959 | 9.200     |
| 1970 | 10.698    |
| 1979 | 10.433    |
| 1989 | 10.834    |
| 2002 | 11.275    |
| 2010 | 9.980     |

Anmerkung: Volkszählungsdaten

## Verkehr
Tazinskaja liegt an der Eisenbahnstrecke Lichaja – Wolgograd (Streckenkilometer 100). Etwa fünf Kilometer nördlich führt die föderale Fernstraße A260, Teil der Europastraße 40, von der Grenze zur Ukraine nach Wolgograd vorbei.